# Lojanice
Lojanice (cyr. Лојанице) – wieś w Serbii, w okręgu maczwańskim, w gminie Vladimirci. W 2011 roku liczyła 527 mieszkańców.